# Besko (gromada)
Besko – dawna gromada, czyli najmniejsza jednostka podziału terytorialnego Polskiej Rzeczypospolitej Ludowej w latach 1954–1972.
Gromady, z gromadzkimi radami narodowymi (GRN) jako organami władzy najniższego stopnia na wsi, funkcjonowały od reformy reorganizującej administrację wiejską przeprowadzonej jesienią 1954 do momentu ich zniesienia z dniem 1 stycznia 1973, tym samym wypierając organizację gminną w latach 1954–1972.
Gromadę Besko z siedzibą GRN w Besku utworzono – jako jedną z 8759 gromad na obszarze Polski – w powiecie sanockim w woj. rzeszowskim na mocy uchwały nr 33/54 WRN w Rzeszowie z dnia 5 października 1954. W skład jednostki weszły obszary dotychczasowych gromad Besko i Mymoń ze zniesionej gminy Zarszyn w tymże powiecie. Dla gromady ustalono 26 członków gromadzkiej rady narodowej.
W 1971 roku gromada Besko liczyła 3385 mieszkańców, zamieszkujących miejscowości: Besko (3088) i Mymoń (297).
1 listopada 1972, w związku ze zniesieniem powiatu sanockiego, gromadę włączono do powiatu krośnieńskiego w tymże województwie.
Gromada przetrwała do końca 1972 roku, czyli do kolejnej reformy gminnej. 1 stycznia 1973, Besko na okres ponad 18 lat utraciło funkcje administracyjne. Powróciło do nich dopiero 2 kwietnia 1991, kiedy to w województwie krośnieńskim utworzono gminę Besko (od 1999 gmina Besko jest ponownie w powiecie sanockim).